# Part of the List
Part of the List è un brano musicale del cantante statunitense Ne-Yo, estratto come quarto singolo dall'album Year of the Gentleman il 7 aprile 2009.
Il video musicale prodotto per il brano è stato diretto da TAJ Stansberry.

## Tracce
Promo - CD-Single Def Jam NYPOTLCDP1 (UMG)
1. Part Of The List (Album Version) - 4:10

## Classifiche
| Classifica (2007)                    | Posizione più alta |
| ------------------------------------ | ------------------ |
| Sudafrica                            | 25                 |
| U.S. Billboard Hot R&B/Hip-Hop Songs | 70                 |